# Garwin Sanford
Garwin Sanford, conosciuto anche come Garwin Sandford (Truro, 14 marzo 1955), è un attore canadese.

## Biografia
Sanford si è diplomato in recitazione al Langara College's Studio 58 nel 1980 e i ruoli per i quali probabilmente è maggiormente conosciuto è quello nei panni di Narim in Stargate SG-1 e Simon Wallace in Stargate Atlantis. Nel 1994-1995 egli ha interpretato il ruolo del Capitano Taylor Shields nella serie ad ambientazione storica L'ultimo dei Mohicani e insieme a questa serie ci sono centinaia di altre serie e trasmissioni in cui ha avuto ruoli da ospite, una tra tutte Another Cinderella Story. Sanford, oltre ad essere un attore molto apprezzato, è anche un artista specializzato nei ritratti a china e penna e come scultore.

## Filmografia

### Cinema
- Bryan Adams: Reckless, regia di Steve Barron (1984)
- Sotto accusa (The Accused), regia di Jonathan Kaplan (1988)
- Chi è Harry Crumb? (Who's Harry Crumb?), regia di Paul Flaherty (1989)
- La mosca 2 (The Fly II), regia di Chris Walas (1989)
- Dead Bang - A colpo sicuro (Dead Bang), regia di John Frankenheimer (1989)
- Quarantine, regia di Charles Wilkinson (1989)
- Non siamo angeli (We're No Angels), regia di Neil Jordan (1989)
- The Perfect Man, regia di Wendy Hill-Tout (1993)
- Max, regia di Charles Wilkinson (1994)
- Rivelazioni pericolose (Dangerous Indiscretion), regia di Richard Kletter (1995)
- Specchio della memoria (Unforgettable), regia di John Dahl (1996)
- Maternal Instincts, regia di George Kaczender (1996)
- Tempesta di fuoco (Firestorm), regia di Dean Semler (1998)
- Mr. Rice's Secret, regia di Nicholas Kendall (1999)
- La vendetta di Carter (Get Carter), regia di Stephen Kay (2000)
- The Barber, regia di Michael Bafaro (2001)
- Missione al buio (Connors' War), regia di Nick Castle (2006)
- Another Cinderella Story, regia di Damon Santostefano (2008)
- I bambini di Cold Rock (The Tall Man), regia di Pascal Laugier (2012)
- Lucille's Ball, regia di Lulu Keating (2013)
- Words and Pictures, regia di Fred Schepisi (2013)
- No Clue, regia di Carl Bessai (2013)
- I Am Vengeance, regia di Josias Tschanz (2013)
- Bad City, regia di Carl Bessai (2014)
- The Birdwatcher, regia di Siobhan Devine (2015)

### Televisione
- I viaggiatori delle tenebre (2 episodi) (1986-1990)
- Disneyland – serie TV, episodio 30x09 (1986)
- A un passo dalla follia (Nobody's Child), regia di Lee Grant – film TV (1986)

- Power's Play, regia di Kevin Connor – film TV (1986)
- Stingray – serie TV, episodio 2x02 (1987)
- Airwolf – serie TV, episodi 1x02-1x09-1x10 (1987)
- Body of Evidence, regia di Roy Campanella II – film TV (1988)
- MacGyver – serie TV, episodi 3x18-4x04 (1988)
- Danger Bay – serie TV, episodi 1x15-5x14 (1986-1989)
- Booker – serie TV, 4 episodi (1989-1990)
- Murphy's Law – serie TV, episodio 1x05 (1989)
- Bordertown – serie TV, episodio 1x04 (1989)
- Oltre la legge - L'informatore (Wiseguy) – serie TV, episodi 1x11-2x12 (1988-1989)
- Sacrificio d'amore (Small Sacrifices), regia di David Greene – film TV (1989)
- I quattro della scuola di polizia (21 Jump Street) – serie TV, 4 episodi (1987-1990)
- Street Legal (6 episodi) (1990-1991)
- Neon Rider (2 episodi) (1990-1994)
- La morte dell'incredibile Hulk (The Death of the Incredible Hulk), regia di Bill Bixby (1990)
- Poliziotto a 4 zampe - serie TV, episodio 3x05 (1990)
- North of 60 - serie TV, 4 episodi (1993-1994)
- The Hat Squad - serie TV, 2 episodi (1993)
- Il commissario Scali - serie TV, episodio 2x13 (1993)
- Street Justice - serie TV, episodio 2x13 (1993)
- The Hidden Room - serie TV, episodio 2x08 (1993)
- L'ultimo dei Mohicani - serie TV, 21 episodi (1994-1995)
- The Odyssey - serie TV, 8 episodi (1994)
- Highlander - serie TV, episodio 3x09 (1994)
- I viaggiatori - serie TV, episodio 1x01 (1995)
- Oltre i limiti - serie TV, 3 episodi (1996-2001)
- Two - serie TV, 1 episodio (1996)
- Dead Man's Gun - serie TV, 2 episodi (1996-1997)
- Viper - serie TV, 1 episodio (1997)
- First Wave - serie TV, 2 episodi (1997)
- Stargate SG-1 - serie TV, 3 episodi (1998-2001)
- Sinbad - serie TV, episodio 2x15 (1998)
- The Long Way Home, regia di Glenn Jordan (1998) - film TV
- Night Man - serie TV, 1 episodio (1999)
- Il corvo (The Crow) - serie TV, episodio 1x19 (1999)
- Poltergeist - serie TV, 2 episodi (1999)
- So Weird - Storie incredibili - serie TV, 2 episodi (1999)
- Aftershock - Terremoto a New York (Aftershock: Earthquake in New York), regia di Mikael Salomon - film TV (1999)
- Pianeta Terra - Cronaca di un'invasione - serie TV, 3 episodi (2000-2001)
- Horizon – serie TV, 5 episodi (2000)
- La mia amica speciale (Life-Size), regia di Mark Rosma – film TV (2000)
- L'altra dimensione (Sole Survivor), regia di Michael Salomon - film TV (2000)
- Seven Days - serie TV, 2 episodi (2001)
- Cold Squad - Squadra casi archiviati (Cold Squad) - serie TV, episodio 4x20 (2001)
- The Chris Isaak Show - serie TV, episodio 2x01 (2002)
- Dark Angel - serie TV, episodio 2x16 (2002)
- Smallville - serie TV, episodio 2x04 (2002)
- Tornado, la furia del diavolo (Devil Winds), regia di Gilbert Shilton - film TV (2003)
- Stargate Atlantis - serie TV, 3 episodi (2004-2005)
- Le chiavi del cuore (Reality of Love), regia di Sheldon Larry - film TV (2004)
- 4400 - serie TV, 2 episodi (2004)
- Tru Calling - serie TV, episodio 1x08 (2004)
- The Collector - serie TV, episodio 2x01 (2004)
- Eureka - serie TV, 2 episodi (2006-2007)
- Merlino e l'apprendista stregone (Merlin's Apprentice) , miniserie televisiva, 2 episodi (2006)
- Una casa per Natale (Home by Christmas), regia di Gail Harvey (2006)
- The Evidence - serie TV, episodio 1x06 (2006)
- Supernatural - serie TV, episodi 2x19, 6x15 (2007, 2011)
- Termination Point,  regia di Jason Bourque - film TV (2007)
- Painkiller Jane - serie TV, 3 episodi (2007)
- I maestri della fantascienza (Masters of Science Fiction) - serie TV, episodio 1x05 (2007)
- Il giocatore, la ragazza e il pistolero (The Gambler, the Girl and the Gunslinger), regia di Anne Wheeler - film TV (2009)
- Segreti nascosti (Smoke Scrren), regia di Gary Yates - film TV (2010)
- Endgame - serie TV, episodio 1x08 (2011)
- Independence Daysaster - La nuova minaccia (Independence Daysaster), regia di W.D. Hogan (2013)
- Cedar Cove - serie TV, 3 episodi (2014)
- C'era una volta nel Paese delle Meraviglie (Once Upon a Time in Wonderland) - serie TV, episodio 1x05 (2014)
- Quando chiama il cuore (When Calls the Heart) - soap opera, 9 episodi (2015-2018)
- Arrow - serie TV, episodio 5x09 (2016)
- Supergirl - serie TV, episodio 4x11 (2019)

## Cascatore

### Cortometraggi
- Scars (coordinatore) (2008)
- Henchin' (coordinatore) (2009)
- On a Sunny Afternoon (coordinatore) (2013)
- Detention Dance (coordinatore) (2013)

## Produzione

### Cortometraggi
- Resurrection (2008)
- Admission (2009)
- The Commute (2009)
- Missing Link (2010)
- The Goods (2012)
- Tea Party (2012)
- Mimecraft (2012)
- That Guy (2012)
- 9 Lives (2012)
- True Love (2012)
- Detention Dance (2013)

## Regia

### Cortometraggi
- Resurrection (2008)

### Lungometraggi
- Verso una nuova vita (Rain Down), (2010)

## Doppiatori italiani
Nelle versioni in italiano delle opere in cui ha recitato, Garwin Sanford è stato doppiato da:
- Gianluca Tusco in Specchio della memoria
- Franco Mannella in Smallville
- Raffaele Farina in Merlino e l'apprendista stregone
- Luigi La Monica in Once Upon a Time in Wonderland - C'era una volta nel Paese delle Meraviglie
- Stefano Mondini in Quanto chiama il cuore
- Pierluigi Astore in Supergirl